# Lucanus gracilis
Lucanus gracilis es una especie de coleóptero de la familia Lucanidae.

## Distribución geográfica
Habita en Sikkim, Assam, Nepal, Tíbet y Bután.